# Adam Mohuczy
Adam Mohuczy, ps. „Pirat” (ur. 23 lutego?/7 marca 1891 w Witebsku, zm. 7 maja 1953 w Sztumie) – polski kontradmirał i morski oficer pokładowy. Od 1912 do 1918 służył w Imperatorskiej Marynarce Wojennej Rosji, a następnie w odrodzonej polskiej Marynarce Wojennej. Dowodził wieloma jednostkami pływającymi oraz dywizjonem torpedowców i dywizjonem ćwiczebnym. Brał udział w wojnie polsko-bolszewickiej i kampanii wrześniowej 1939. W 1931 roku zwolniony z zawodowej służby wojskowej, w 1939 roku zmobilizowano go do pełnienia funkcji prokuratora Morskiego Sądu Wojskowego. W trakcie II wojny światowej przebywał w obozie jenieckim w Woldenbergu. Po zakończeniu wojny był szefem Sztabu Głównego Marynarki Wojennej i pełniącym obowiązki Dowódcy Marynarki Wojennej. Następnie represjonowany, skazany  w 1950 roku na 13 lat pozbawienia wolności. Zmarł 7 maja 1953 roku w więzieniu w Sztumie. Został pochowany na Cmentarzu Bródnowskim w Warszawie (kwatera 31E-3-4/5). Zrehabilitowany w 1957 postanowieniem Naczelnego Sądu Wojskowego uchylającym wyrok. 29 czerwca 2018 jego szczątki oraz ośmiu innych ofiar terroru komunistycznego spoczęły w Kwaterze Pamięci na Cmentarzu Marynarki Wojennej na gdyńskim Oksywiu. Postanowieniem Prezydenta RP z dnia 11 marca 2019 roku mianowany pośmiertnie na stopień wiceadmirała. 

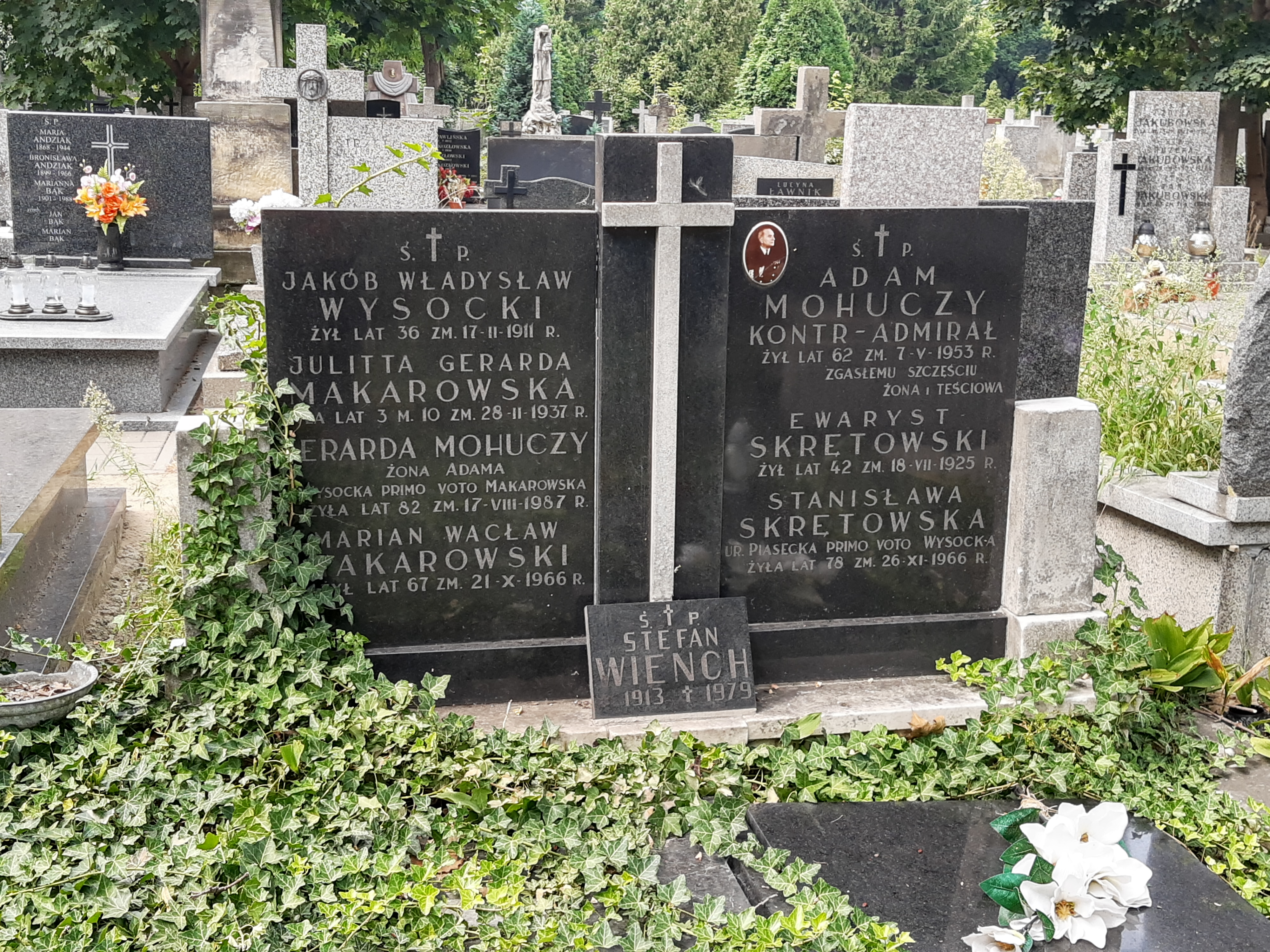
Grób Adama Mohuczego na Cmentarzu Bródnowskim

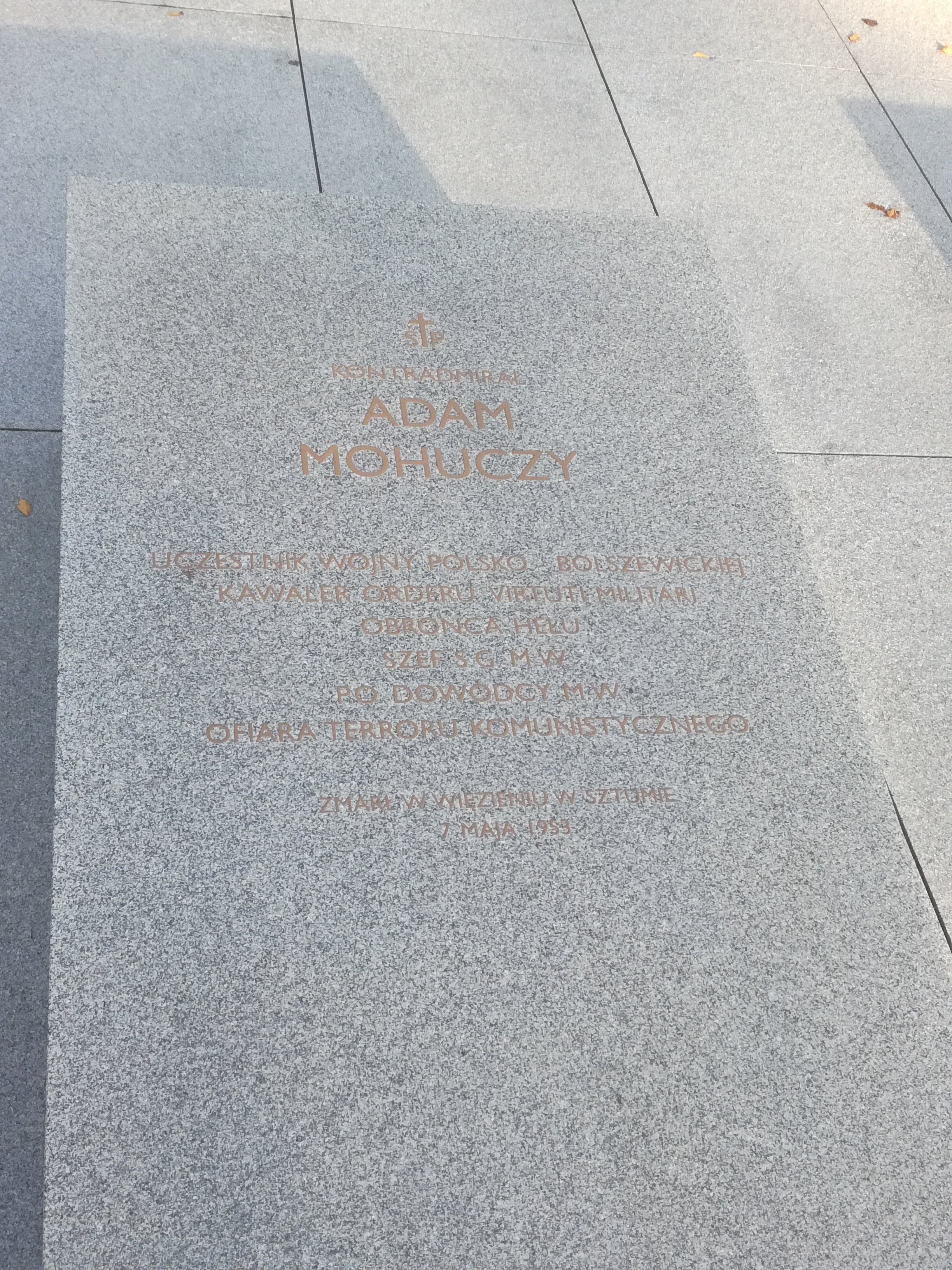
Grób kontradm. Adama Mohuczego na Cmentarzu Marynarki Wojennej

## Służba wojskowa
Adam Mohuczy urodził się w rodzinie Adama Jana i Stanisławy z d. Sokołowicz. Był stryjecznym bratem komandora Aleksandra Mohuczego i komandora ppor. Borysa Mohuczego. Wykształcenie średnie otrzymał w gimnazjum w Wilnie. Ukończył Korpus Morski w Petersburgu (1911), oficerską szkołę łodzi podwodnych (1915) i Ecole de Guerre Navale w Paryżu (1926).
Od promocji oficerskiej służył w rosyjskiej flocie wojennej. W latach 1912–1917 pływał kolejno we Flocie Bałtyckiej na okręcie szkolnym „Giercog Edinburgskij”, krążowniku pancernym „Rossija” i pancerniku „Cesarewicz” oraz okrętach podwodnych „Akuła”, „Bars” i „S-12”. Pełnił obowiązki dowódcy l i IV dywizjonu łodzi podwodnych we Flocie Bałtyckiej i na tym stanowisku za swoje czyny bojowe został 4-krotnie odznaczony. Następnie był wykładowcą i kierownikiem szkolenia w Akademii Morskiej w Mikołajowie. 
Po odzyskaniu przez Polskę niepodległości został w 1919 przyjęty do Marynarki Wojennej i wyznaczony referentem w Sekcji Organizacyjnej Departamentu dla Spraw Morskich w Warszawie. Następnie został dowódcą Kadry Marynarki Wojennej w Toruniu. Podczas wojny polsko-radzieckiej, w 1920 brał udział w walkach pod Grodnem jako dowódca II batalionu morskiego i p.o. dowódcy pułku morskiego. W latach 1921–1924 był komendantem Tymczasowych Instruktorskich Kursów dla Oficerów i jednocześnie pierwszym dowódcą kanonierki ORP „Generał Haller”. 1 października 1924 został wyznaczony na stanowisko komendanta Oficerskiej Szkoły Marynarki Wojennej w Toruniu. Od października 1924 dowodził Dywizjonem Torpedowców i ORP „Kujawiak”. Od 15 listopada 1924 do 28 sierpnia 1926 był słuchaczem Morskiej Szkoły Wojennej (franc. École de Guerre Navale) w Paryżu. 20 września 1926 został komendantem Portu Wojennego w Gdyni i opracował plan obrony Gdyni i Helu. W maju 1927 Minister Spraw Wojskowych przyznał mu tytuł naukowy oficera Sztabu Generalnego. W 1928 krótko pełnił obowiązki komendanta Szkoły Specjalistów Morskich i dowódcy ORP „Bałtyk”, po czym wyznaczono go dowódcą dywizjonu ćwiczebnego. Po powrocie z rejsu szkolnego w 1929, podczas którego dowodził ORP „Wilia”, został urlopowany. Z dniem 31 października 1929 został przeniesiony w stan nieczynny na okres dwunastu miesięcy „w celu przejścia do instytucji państwowej mającej na celu rozwój Ojczystej Floty Wojennej lub Handlowej”. W tym konkretnym wypadku chodziło o rozpoczęcie z dniem 1 września 1929 pracy na stanowisku dyrektora Szkoły Morskiej w Tczewie, potem w Gdyni. Z dniem 28 lutego 1931 został przeniesiony w stan spoczynku z powodu utraty zdolności fizycznej do pełnienia zawodowej służby wojskowej stwierdzonej przez komisję superrewizyjną. Na stanowisku dyrektora Szkoły Morskiej w Gdyni pozostawał do 31 lipca 1936. W 1937 został kierownikiem Działu Zaopatrzenia i Zakupów w cywilnym przedsiębiorstwie Żegluga Polska.
Tuż przed wybuchem II wojny światowej zmobilizowano go jako prokuratora Morskiego Sądu Wojskowego. Podczas kampanii wrześniowej uczestniczył w obronie Helu. W nocy z 1 na 2 października podjął nieudaną próbę ucieczki do Szwecji na kutrze rybackim Hel-117. W latach 1939–1945 przebywał w niewoli niemieckiej w oflagach XVIII A Lienz i II C Woldenberg. Po wyzwoleniu był naczelnikiem Wydziału Żeglugi i Portów w Izbie Przemysłu i Handlu. W 1945 został powołany do służby czynnej na dyrektora nauk Oficerskiej Szkoły Marynarki Wojennej i cz. p.o. zastępcy szefa Sztabu Głównego Marynarki Wojennej. Następnie był zastępcą szefa Sztabu Głównego i szefem Sztabu Głównego Marynarki Wojennej. Rozkazem Naczelnego Dowództwa Wojska Polskiego z dniem 1 stycznia 1946 objął stanowisko dowódcy garnizonu Gdynia oraz p.o. dowódcy Marynarki Wojennej. Uchwałą Prezydium Krajowej Rady Narodowej z 1 marca 1946 został mianowany kontradmirałem. W 1947 został prezesem Rady Głównej Ligi Morskiej. W 1948 przeniesiono go w stan spoczynku.
Pod koniec 1949 został aresztowany i umieszczony w budynkach Informacji Wojskowej w Gdyni, gdzie był torturowany. W 1950 został skazany wyrokiem Najwyższego Sądu Wojskowego na 13 lat więzienia pod fałszywym zarzutem dokonania sabotażu wraz z szefem Służby Technicznej Marynarki Wojennej komandorem Konstantym Siemaszką, zastępcą dowódcy Portu Głównego w Gdyni komandorem Władysławem Sakowiczem oraz komandorem rezerwy Hilarym Sipowiczem. Zmarł w więzieniu w Sztumie.
| Awansował kolejno na stopnie oficerskie:                                                                                            | |  |
| - miczmana – 1911 (Rosja) - lejtnanta – 1915 (Rosja) - kapitana marynarki – 1919 (Polska) - komandora podporucznika – 1921 (Polska) | - komandora porucznika – 1926 (Polska) - komandora – 1945 (Polska) - kontradmirała – 1946 (Polska) - wiceadmirała – 2019 (Polska, pośmiertnie). |  |

W 1922 przełożył z języka rosyjskiego i wydał w Toruniu własnym nakładem Nauticae res. Krótki zarys morskiej polityki autorstwa Saint Pierre'a de Bollatiego. W 1935 w Gdyni ukazała się jego książka XV lat polskiej pracy na morzu. Był autorem licznych publikacji w języku polskim i francuskim.

## Życie prywatne
Był żonaty od 1917 z Janiną Emilią Skrabek-Stefanowską. Z małżeństwa tego miał córkę Halinę Marię. Od 1947 powtórnie żonaty z Gerardą Makarowską z domu Wysocką (zmarła w 1988).

## Ordery i odznaczenia
- Krzyż Srebrny Orderu Wojskowego Virtuti Militari nr 1990 (1921)[11]
- Order Krzyża Grunwaldu III klasy (16 lipca 1946)[12]
- Srebrny Krzyż Zasługi (2 marca 1925)[13]
- Medal Dziesięciolecia Odzyskanej Niepodległości
- Medal za Odrę, Nysę, Bałtyk
- Medal Zwycięstwa i Wolności 1945